# Chronologie du Caméléon
Pour un article plus général, voir Le Caméléon.
 (août 2014).
Si vous disposez d'ouvrages ou d'articles de référence ou si vous connaissez des sites web de qualité traitant du thème abordé ici, merci de compléter l'article en donnant les références utiles à sa vérifiabilité et en les liant à la section « Notes et références ».
Cet article décrit les évènements fictifs qui constituent la chronologie de la série télévisée Le Caméléon (The Pretender).

## Évènements

### Années 1940 - 1950
- Fin des années 1940 : Catherine Jameson et Harriet Tashman vivent au couvent Sainte-Catherine. Catherine épouse M. Parker.

- Années 1950 : Création du Centre.

- 1958 : Les parents de Jarod consultent la clinique NuGenesis.

- 1959 : Naissance de Jarod.

### Années 1960
- 1960 : Naissance de Timmy.

- 3 janvier 1960 : Naissance de Mlle Parker et M. Lyle.

- 1963 : Jarod est enlevé.

- 2 février 1963 : Jacob conduit Jarod au Centre.

- 4 février 1963 : Jarod est confié à Sydney.

- Juillet/août 1963 : M. Raines menace Jacob avec son arme.

- 2 août 1967 : Sydney et Jacob ont un accident de voiture. Jacob reste dans le coma.

- Janvier 1968 : Jarod et Kyle se rencontrent pour la première fois.

- Août 1968 : M. Raines enlève Kyle du Centre. Timmy, qui assiste à la scène, donne à Jarod la médaille de Kyle.

- 1969 : Naissance d'Emily, la sœur de Jarod. Catherine Parker sauve quelques enfants du Centre.

- 7 octobre 1969 : Jarod rencontre Miss Parker.

- 8 octobre 1969 : Mlle Parker murmure son prénom à Jarod.

- 27 novembre 1969 : M. Raines frappe Catherine Parker, admise à l’hôpital.

### Années 1970
- Janvier 1970 : Jarod reçoit son premier baiser de la part de Mlle Parker.

- Février 1970 : M. Raines conditionne Kyle à haïr Catherine Parker.

- Avril 1970 : Mlle Parker offre à Timmy sa première boîte de Cracker's Jack.

- 9 avril 1970 : Catherine Parker s'oppose au projet GEMINI.

- 13 avril 1970 : M. Raines inflige à Timmy une séance d'électrochocs qui échoue. Timmy devient Angelo. Jarod et Mlle Parker entendent un coup de feu : Catherine Parker semblerait s'être suicidée mais seul Angelo a assisté à la scène.

- 1972 : M. Raines emprisonne Kyle au souterrain 27, dit SL-27.

- 1975 : Un représentant du Centre rend visite à Bobby Bowman qui dénote une grande violence. La fille de M. Raines, Annie, est enlevée par un tueur en série.

- 1976 : Le Centre promet à Jarod qu'il va revoir ses parents. Mais la veille, Sydney et M. Raines lui apprennent qu'ils sont décédés dans un accident d'avion.

- 1977 : Bobby Bowman tue son meilleur ami. Il fait accuser son père du meurtre et se fait passer pour mort. Il est ensuite emprisonné. Bobby Bowman change d'identité et devient M. Lyle.

### Années 1980 - 1990
- 1982 : Le souterrain 27 est détruit dans un incendie.

- 1985 : Naissance de J2, le clone de Jarod.

- 3 juin 1987 : Kyle est arrêté par la police après avoir tenté d'enlever Harriet Tashman.

- Octobre 1995 : M. Raines envoie Sydney en Europe. Il en profite pour effectuer des expériences sur Jarod, sous la direction de M. Lyle : Jarod « meurt » quelques secondes.

- Août 1996 : Damen, un autre résident du Centre en qui Jarod avait toute confiance, tue un ami de Jarod sous ses yeux.

- Septembre 1996 : Jarod s’évade du Centre. Mlle Parker, Sydney et M. Broots sont nommés pour le retrouver.

- Novembre 1996 : Jarod reçoit de façon anonyme une photo de sa mère envoyée par une personne du Centre, Sydney.

- Décembre 1996 : Dara Andrews, une enfant sauvée du Centre par Catherine Parker, décède. Le détective engagé par les parents de Jarod pour le retrouver est gravement brûlé après une visite de M. Raines.

- Janvier 1997 : Le Centre confie à Angelo la mission de traquer Jarod en utilisant ses pouvoirs.

- Mars 1997 : Jacob sort quelques instants du coma et révèle l’existence du souterrain SL-27 à Sydney.

- Avril 1997 : M. Broots découvre que les enfants sauvés par Catherine Parker sont tous morts. Jarod retrouve le détective engagé par ses parents.

- Avril 1997 : Mlle Parker, Sydney et M. Broots découvrent le souterrain 27. Jarod retrouve Kyle. Mais peu de temps après, Kyle est apparemment tué par le FBI. Jarod retrouve Harriet Tashman qui lui obtient un rendez-vous avec sa mère. Jarod a juste le temps d'apercevoir sa mère et sa sœur avant que les équipes du Centre ne surgissent. M. Raines est prêt à tuer Jarod quand Sydney tire sur sa bouteille d’oxygène.

- Octobre 1997 : M. Parker disparaît du Centre. M. Lyle le remplace à la direction. Brigitte est chargée d’« aider » Mlle Parker à retrouver Jarod.

- Novembre 1997 : M. Parker est de retour.

- Décembre 1997 : Mlle Parker découvre que son père biologique n'est pas M. Parker mais Ben Miller. M. Lyle vend aux Yakuzas une des simulations de Jarod. Jarod se venge et les Yakuzas coupent le pouce de M. Lyle. Broots gagne la garde de sa fille.

- Janvier 1998 : Jacob sort une nouvelle fois du coma et écrit un mot à Sydney : « Gene ».

- Mars 1998 : Brigitte tente de tuer M. Parker. Et Mlle Parker tente de tuer M. Lyle. Sydney découvre qu’il a un fils d'une vingtaine d'années : Nicolas.

- Avril 1998 : Mlle Parker, Sydney et M. Broots découvrent le passé de M. Lyle.

- Mai 1998 : Kyle réapparaît. M. Lyle est prêt à tirer sur Jarod mais Kyle s'interpose. Kyle meurt dans les bras de Jarod. Jarod et Mlle Parker rencontrent M. Fenigor. Mlle Parker découvre qu’elle a un frère jumeau.

- Juin 1998 : M. Fenigor révèle à Mlle Parker et Jarod que l'assassin de Catherine Parker est le père de Jarod.

- Septembre 1998 : à la suite de l’explosion du SL-27, Sydney est temporairement aveugle et M. Raines est brûlé grièvement. Mlle Parker découvre que M. Lyle est son frère jumeau.

- Octobre 1998 : Jarod retrouve le corps d'Annie, la fille de M. Raines.

- Novembre 1998 : Mlle Parker découvre que M. Lyle a été marié et que son épouse est morte dans des circonstances mystérieuses. Le Centre souhaite exécuter M. Broots, impliqué dans le massacre d'une de ses annexes. Jarod, Mlle Parker et Sydney traquent Damen. Sydney rencontre son fils.

- Décembre 1998 : M. Lyle enlève le fils de Sydney.

- Janvier 1999 : M. Parker se fiance avec Brigitte.

- Février 1999 : Mlle Parker rencontre Thomas Gates dont elle tombe amoureuse par la suite.

- Mars 1999 : Mlle Parker décide de quitter le Centre pour vivre avec Thomas. M. Parker et Brigitte se marient.

- Mai 1999 : Jarod fait équipe avec le profiler du FBI Samantha Waters pour traquer un tueur en série. Jarod part en Alaska à la recherche de son père. Il découvre le projet GEMINI développé à partir de ses propres gènes. Le 8 mai 1999, le fiancé de Mlle Parker, Thomas Gates, est assassiné. Enterrement de Thomas.

- Juin 1999 : Jarod retrouve son père, le Major Charles. Tous deux découvrent le clone de Jarod, J2, et le sauvent des griffes du Centre. Matumbo, un membre du Triumvirat, débarque au Centre. Le Major Charles est enlevé par le Centre. Mlle Parker découvre qu'il n'est pas l'assassin de sa mère. M. Raines avait volé son arme. Jarod enlève M. Parker pour l'échanger contre son père. Lors de la transaction, M. Raines tente de tuer M. Parker. Mlle Parker, qui s'interpose, est touchée. Jarod court à son secours et est capturé par le Centre. Le Major Charles s'enfuit avec J2. Matumbo convoque M. Raines et M. Parker devant le Triumvirat en Afrique. M. Parker s'enfuit avec Brigitte enceinte. M. Lyle assure l’intérim à la tête du Centre.

- Septembre 1999 : M. Lyle fait venir au Centre un agent spécial du Triumvirat, M. White. Sa mission : retrouver Emily, la sœur de Jarod. M. Lyle torture Jarod. Matumbo commande le transport de Jarod vers l’Afrique, mais ce dernier parvient à s’enfuir. Sydney et Broots retrouvent Mlle Parker, enfermée à l'hôpital. M. Parker contacte sa fille. M. Raines est de retour au Centre complètement métamorphosé et prônant le pardon.

- Octobre 1999 : M. Cox, agent de la division des affaires internes, est nommé pour officiellement « aider » Mlle Parker à retrouver Jarod. En réalité, il doit s'assurer de sa fidélité au Centre.

- Décembre 1999 : Mlle Parker découvre l’existence d’un contrat lancé contre son père.

### Années 2000
- Mars 2000 : Matumbo est exécuté de deux balles dans le cœur, les yeux arrachés. Mlle Parker découvre que Brigitte a tué son fiancé Thomas Gates sur contrat. Mais Brigitte meurt d’une hémorragie en accouchant de l’enfant de M. Parker. M. Parker reprend la direction du Centre.